# David Holmes Black
David Holmes Black (* 9. April 1946 in Vancouver) gründete das Unternehmen Black Press und ist gegenwärtig ihr Eigentümer.

## Leben
David Holmes Black ist der Sohn von Alan und Adelaide Black und besuchte die Schule in Toronto, wo seine Familie hingezogen war. Auf dem College studierte Black Ingenieurwissenschaften und erwarb einen Masterabschluss in Betriebswirtschaftslehre. Im Jahr 1973 fand er eine Arbeitsstelle als Analyst bei der Zeitung Toronto Star. Das Unternehmen schickte Black an verschiedene Orte in Nordamerika, wo es Tochtergesellschaften betrieb. Während seiner Reisen erwarb Black Kenntnisse über den Zeitungshandel und wurde schließlich Herausgeber einer eigenen Zeitung.
Black Press betreibt 120 Lokalzeitungen, Tageszeitungen und Internetseiten in British Columbia, Alberta, Washington State (Sound Publishing), San Francisco, Hawaii und Akron, Ohio.
Blacks erste Zeitung, die er akquirierte, war 1975 die Williams Lake Tribune, die er von seinem Vater kaufte und sich noch heute im Besitz von Black Press befindet. Blacks zweite Akquisition war das Ashcroft-Cache Creek Journal. Black Press besitzt mittlerweile andere Flaggschiffe unter den Lokalzeitungen, zum Beispiel die Victoria News, den Surrey Leader, die Peace Arch News, die Kelowna Capital News und die Abbotsford News.

## Öl-Raffinerie
Am 17. August 2012 gab Black die Absicht bekannt, eine Ölraffinerie in Kitimat, BC, für 13.2 Milliarden $ durch seine Firma Kitimat Clean Ltd errichten zu lassen. Die Raffinerie soll Bitumen verfeinern und zu acht verschiedenen Produkten verarbeiten. Jedoch sei die Verfeinerung von Bitumen, das aus der Northern Gateway-Pipeline kommt, nicht geplant, da es zwischen Black und der Firma Enbridge keine diesbezügliche Vereinbarung gibt. Black will zudem eigenes Kapital (zwischen zwei und drei Millionen $) für die Umweltprüfung einsetzen.

## Privates
Black wohnt in Victoria, British Columbia.